# Warenhandel
Der Warenhandel ist in der Handelsbetriebslehre und in der Wirtschaft das Kerngeschäft des Handels, das im Vertrieb von Handelswaren aller Art besteht.

## Allgemeines
Der Handel steht zwischen der Produktion und dem Konsum. Der Begriff „Warenhandel“ soll ihn von anderen Handelsobjekten unterscheiden, die nicht zu den Waren gehören wie im Tierhandel, Handel mit Investitionsgütern oder dem Rohstoffhandel. Wie diese gehört auch der Warenhandel zum Gütermarkt. Im Warenhandel wird der Warenaustausch zwischen Marktteilnehmern vorgenommen.
Im Warenhandel gibt es – wie im gesamten Handel – zwischen dem Wareneinkauf und dem Vertrieb keine Weiterverarbeitung, sondern allenfalls eine Umverpackung. Ausschließlicher oder überwiegender Umsatzträger sind – dem Betriebszweck entsprechend – Handelswaren.
Der Warenhandel bezeichnet mit Sortiment alle im Angebot befindlichen Produkte.

## Rechtsgrundlage und Warenklassifikation
Der grenzüberschreitende Warenverkehr wird insbesondere durch das GATT-Abkommen (General Agreement on Tarifs and Trade) geregelt. Zudem ist das Zusatzabkommen über Subventionen, Schutzmaßnahmen gegen Dumping und die Sonderrolle der Agrarwirtschaft in diesem Abkommen inbegriffen. Diese Regelungen wurden durch die GATT-Nachfolgeorganisation Welthandelsorganisation (WTO) übernommen.
Die Warenklassifikation im Außenhandel erfolgt nach
- dem Harmonisierten System zur Bezeichnung und Codierung der Waren (HS; Vereinte Nationen);
- der Kombinierten Nomenklatur (KN; Europäische Union) und
- dem Warenverzeichnis für die Außenhandelsstatistik (WA; Deutschland).

Hierin sind detaillierte Codes für den Außenhandel enthalten.

## Handelsstufen
Bei den Handelsstufen wird unterschieden nach Großhandel, Einzelhandel und dessen Sonderform Versandhandel. Innerhalb des Einzelhandels gibt es zudem noch den Fachhandel. Der Warenhandel ist eine typische Handelsform des Binnenhandels. Außenhandel (Export, Import und Reimport) wird durch spezielle Außenhandelsbetriebe durchgeführt.
Spezialhandel
Spezialhandel erfasst den direkten Warenimport und -export einer Volkswirtschaft. Diese Waren werden in der Regel zum Gebrauch, Verbrauch, zur Be- oder Verarbeitung importiert bzw. exportiert. Darüber hinaus werden die Importe aus den Zolllagern erfasst, die für den freien Handel oder zur aktiven Veredelung vorgesehen sind.
Generalhandel
Neben der Erfassung der unmittelbaren Wareneinfuhr und -ausfuhr werden zudem die Waren aus den Lagerbeständen der Zollämter und anderweitigen, grenzüberschreitenden Zwischenlagern berücksichtigt. Dies bedeutet, dass der Generalhandel alle importierten und exportierten Waren enthält.

## Wirtschaftliche Aspekte
Der Warenhandel erfüllt wie der allgemeine Handel alle von Karl Oberparleiter 1955 aufgestellten Handelsfunktionen, nämlich die Überbrückung des Raumes durch Transport, die Zeitüberbrückung durch Lagerung, die Quantität etwa durch Bestellungszusammenfassung, die Produktqualität durch Sortimentierung, die finanzielle Überbrückung durch Warenkredit und die Werbung.
Daraus ergibt sich folgende Einteilung:
| Wirtschaftsobjekt    | Raum                            | Zeit         | Quantität                                                       | Qualität                                                   |
| -------------------- | ------------------------------- | ------------ | --------------------------------------------------------------- | ---------------------------------------------------------- |
| Güterstrom Realgüter | Transport                       | Lagerung     | Sammeln, Aufteilung, Umverpackung, Kommissionierung             | Sortimentierung, Markierung, Preisauszeichnung             |
| Nominalgüterstrom    | Übermittlung der Zahlungsmittel | Finanzierung | Losgrößentransformation                                         | Transformation der Zahlungsmittel und der Sicherungsformen |
| Informationsfluss    | Datenübertragung                | Speichern    | Sammeln von Informationen, Aufteilung von Kommunikationsmitteln | Datenkompression, Datenanalyse                             |

Wie allgemein im Handel bezieht der Warenhandel seine Waren im Wareneingang zum Einkaufspreis, um sie im Warenausgang zu einem höheren Verkaufspreis zu veräußern. Zwischen beiden Preisen liegt die Handelsspanne, welche die Gewinnmarge des Handels enthält.

## Warenhandel in Deutschland
Die Entwicklung der wertmäßigen Warenexporte Deutschlands weist traditionell einen Handelsüberschuss auf (Deutschland war lange Zeit Exportweltmeister). Das bedeutet, dass die wertmäßigen Warenexporte höher sind als die Warenimporte. Dieser positive Handelsbilanzsaldo ist erforderlich, um die geringen bzw. negativen Salden der Leistungs- und Kapitalbilanz auszugleichen. Der Außenhandelsüberschuss wird insbesondere durch die chemischen Erzeugnisse, hochwertigen Maschinen und Anlagen, Datenverarbeitungsgeräte und -einrichtungen sowie Kraftwagen und Kraftwagenteile erzielt.
Bei der Betrachtung der Warenimporte ist festzustellen, dass vor allem Energieträger (Erdöl und Erdgas), Bekleidung sowie Metallerzeugnisse von Deutschland nachgefragt werden. Zusammenfassend ist anzumerken, dass hochwertige Investitions- und Konsumprodukte von Deutschland exportiert werden und im Wesentlichen Rohstoffe importiert werden.

## Internationaler Warenhandel
Auf internationaler Ebene findet der der Warenhandel zwischen EU-Mitgliedstaaten auf dem Europäischen Binnenmarkt als so genannter Intrahandel statt. Der internationale Warenhandel mit Drittstaaten (Extrahandel) gehört zum Welthandel und wird im Wesentlichen durch die entsprechenden internationalen und regionalen Abkommen und Verträge wie GATT geregelt, das durch die Welthandelsorganisation (WTO) abgelöst wurde. Er übernimmt den Export, Import und Reimport von international gehandelten Waren.
| Region            | Marktbezeichnung         | Handelsstufe      | Ebene      |
| ----------------- | ------------------------ | ----------------- | ---------- |
| Welt              | Weltmarkt                | Welthandel        | Makroebene |
| Europäische Union | Europäischer Binnenmarkt | Intrahandel       | Mesoebene  |
| Deutschland       | Binnenmarkt              | nationaler Handel | Mikroebene |

Eine Teilmenge der Waren, die stark standardisierten Commodities, wird in Form des „Commodity Trade“ auch an internationalen Warenbörsen gehandelt. Wiederum einen Teil hiervon bilden der Rohstoffhandel, der Gold- und Silbermarkt sowie der Palladium- und Platinhandel am London Platinum and Palladium Market.

## Intra- und interregionaler Warenhandel
Der intraregionale Warenaustausch ist der Handel zwischen Ländern einer Region. Im Jahr 2006 sind bspw. die wirtschaftlichen Hauptregionen Nordamerika, Mittel- und Südamerika sowie Europa – bemessen am Intrahandel zu benennen. Der Transfer von Waren zwischen den verschiedenen Regionen wird als interregionaler Warenhandel bezeichnet.
Der Anteil des intraregionalen Warenhandels am Gesamthandel ist wesentlich höher als der Anteil des Handels, der zwischen den Regionen betrieben wird. Das lässt sich durch die engen Handelsverflechtungen, die im Vergleich zum Interhandel geringere Transportkosten verursachen, begründen.
Sowohl der intra- als auch der interregionale Warenhandel wird in die Teiltransaktionen Warenexport und Warenimport unterteilt. Die wertmäßige Differenz daraus wird als Handelsbilanzsaldo in der Zahlungsbilanz erfasst.

## Wirtschaftliche Aspekte
Die Handelsbeziehungen der verschiedenen Staaten beruhen auf den Preisunterschieden für bestimmte Waren, Erzeugnisse und Produkte. Die Ursachen dieser Preisdifferenzen lassen sich auf die unterschiedlichen Faktorausstattungen, Faktormobilitäten und Kostenstrukturen (komparativer Kostenvorteil: Hochlohnland, Niedriglohnland) der Länder (Rohstoffe, technologisches Know-how, Produktionsverfahren, klimatische Bedingungen, Bodenschätze usw.) zurückführen. Somit kann die Eigenfertigung von Waren, Erzeugnissen und Produkten mehr Kosten verursachen als der Import der entsprechenden Fertigwaren und -erzeugnisse. Inwiefern eine Volkswirtschaft für den Weltmarkt offen ist, kann durch den Anteil handelbarer Güter an der Gesamtproduktion (BIP) gemessen werden. Auch die Außenhandelsquote ermöglicht einen Eindruck von der Offenheit einer Volkswirtschaft.